# سیگنال (فیلم ۲۰۰۷)
سیگنال (اسپانیایی: La señal‎) یک فیلم درام سیاسی آرژانتینی به کارگردانی ریکاردو دارین و مارتین اوردارا است که در سال ۲۰۰۷ منتشر شد.

## بازیگران
- ریکاردو دارین
- خولیتا دیاس
- فلورنسیا اورتیس
- کارلوس باردم
- لوسیانو کاسرس
- مائیته سوملسو
- دیگو پرتی